# Matej Župančič
Matej Župančič, slovenski arheolog, * 28. februar 1943, Ljubljana, † avgust 2023.

## Življenje in delo
Diplomiral je 1975 iz arheologije na ljubljanski filozofski fakulteti. Od 1975 je bil zaposlen kot kustos za arheologijo v Pokrajinskem muzeju v Kopru in znanstveni sodelavec Znanstvenoraziskovalnega središča v Kopru. Izkopaval je rimskodobno in srednjeveško poselitev na mestnem območju Kopra in raziskoval prazgodovino in rimsko poselitev Istre (Dekani, Osp, pri hribu Srmin, Predloka, topografija Dragonje) in s slovenskimi zamejskimi arheologi tudi zamejstvo. Bil je vodja in mentor arheoloških ekip na več zamejskih mladinskih raziskovalnih taborih (Repentabor, Devin in drugod).